# Giuseppe Auddino
Giuseppe Auddino (Polistena, 26 aprile 1971) è un politico italiano.

## Biografia
Laureato in Fisica presso l'Università degli Studi di Messina, indirizzo di Fisica della Materia, con un lavoro di ricerca svolto presso l'IPCF del CNR di Messina, tramite Spettroscopia laser di miscele liquide complesse. Dopo circa un anno di attività di ricerca svolta presso il dipartimento di Fisica dell'Università della Calabria, Fisica molecolare, unità di Cristalli Liquidi, supera il concorso per l'accesso alla scuola interuniversitaria di specializzazione per l'insegnamento nelle scuole superiori, risultandone abilitato all'insegnamento delle discipline di Fisica e Matematica per i licei con il massimo dei voti. Diventa quindi insegnante di tali materie. Intanto si occupa anche di fotografia e nel 2001 si specializza in produzione e post-produzione digitale. Coautore del libro "La Fotocamera digitale. Guida all'acquisto e all'uso" edizioni Tecniche Nuove 2004. Dal 2005 al 2007 è stato collaboratore del quotidiano "Calabria Ora", presso l'ufficio di corrispondenza di Gioia Tauro.
Alle elezioni comunali del 2010 a Polistena, candidato come indipendente in una lista civica legata al Partito dei Comunisti Italiani, non viene eletto.
Candidato al Senato alle elezioni politiche del 2013 con il Movimento Cinque Stelle al quarto posto della lista proporzionale nella circoscrizione Calabria; non risulta eletto. È candidato poi alle elezioni regionali del 2014 in Calabria, risulta il più votato fra i candidati del Movimento Cinque Stelle, ma non viene eletto.
Alle elezioni politiche del 2018 è eletto senatore nel collegio plurinominale Calabria - 01, dopo essere stato il secondo più votato in Calabria nelle parlamentarie del M5S. In parlamento ha presentato un disegno di legge che, se approvato, vieterebbe di fumare fuori da bar, ristoranti e locali ma anche in luoghi pubblici come spiagge, parchi e stadi.
Alle elezioni politiche del 2022 è ricandidato al Senato dal Movimento 5 Stelle nel collegio uninominale Calabria - 02 (Reggio Calabria) e in terza posizione nel collegio plurinominale Calabria - 01. All'uninominale con il 24,15% superato dalla candidata del centrodestra Tilde Minasi (44,73%) non è rieletto in Senato.